# Sulo Nurmela
Sulo Nurmela (Miehikkälä, 13 febbraio 1908 – Hamina, 13 agosto 1999) è stato un fondista finlandese.

## Biografia
Agricoltore originario di Onkamaa di Miehikkälä, Nurmela fece il suo debutto internazionale ai Mondiali del 1934, dove vinse l'oro nella 18 km e nella staffetta (con Klaes Karppinen, Martti Lappalainen e Veli Saarinen). Nello stesso anno vinse la 17 km di Lahti, successo bissato nel 1937 quando vinse anche la 50 km.
Ai Mondiali del 1935, in Cecoslovacchia, Nurmela fu uno dei quattro atleti inviati dalla Finlandia a Štrbské Pleso. Ammalatosi durante il viaggio, non disputò le gare individuali ma dovette comunque prendere parte alla staffetta. Benché febbricitante, in quarta frazione riuscì a conservare parte del vantaggio accumulato dai suoi compagni (Mikko Husu, Klaes Karppinen e Väinö Liikkanen) e quindi a difendere la medaglia d'oro.
Ai IV Giochi olimpici invernali di Garmisch-Partenkirchen 1936 vinse l'oro nella staffetta 4×10 km insieme a Klaes Karppinen, Matti Lähde e Kalle Jalkanen, con il tempo di 2:41:33,0; nella 18 km fu sesto. La sua ultima partecipazione a una competizione internazionale fu quella ai Mondiali del 1938, dove giunse ottavo nella 50 km.

## Palmarès

### Olimpiadi
- 1 medaglia, valida anche ai fini iridati:
  - 1 oro (staffetta a Garmisch-Partenkirchen 1936)

### Mondiali
- 3 medaglie, oltre a quella conquistata in sede olimpica e valida anche ai fini iridati:
  - 3 ori (18 km, staffetta a Sollefteå 1934; staffetta a Vysoké Tatry 1935)